# Can Matas (Sant Andreu de Llavaneres)
Can Matas és una masia de Sant Andreu de Llavaneres (Maresme) inclosa a l'Inventari del Patrimoni Arquitectònic de Catalunya.

## Descripció
Masia formada per tres cossos, amb el menjador a la dreta i la cuina a l'esquerra, una sala d'estar i el celler al fons. Està coberta a doble vessant. Totes les llindes interiors de la casa són de pedra i a la façana principal hi ha un portal d'arc rebaixat. Consta de planta baixa i dos pisos; el segon són les golfes, que per la banda de llevant es transformen en una galeria de doble arcada. Al primer pis les obertures són balcons i al segon finestres, menys les dues últimes que són arcades. Està envoltada de jardí i per una reixa que li fa de porta.

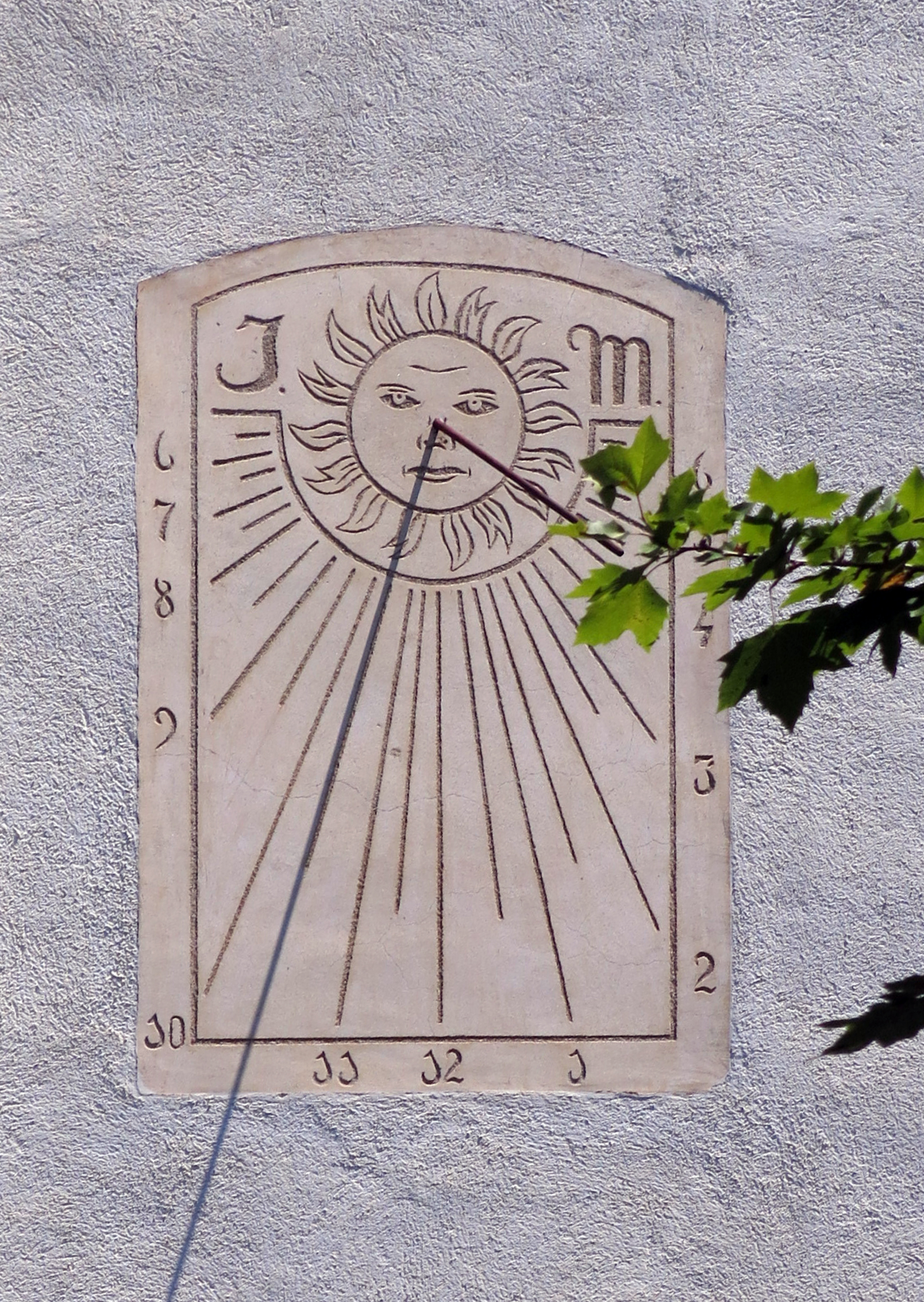
Rellotge de sol de la façana

Aquesta masia fou molt restaurada a començament del segle xix.

## Història
La família Matas era procedent de Mataró i durant el primer terç del segle xix s'instal·laren a Sant Andreu de Llavaneres en aquesta finca; posseïen una gran extensió de terres al costat de la riera de la Vall i diverses vinyes arreu del terme. La masia fou restaurada a començament del segle xix.
Actualment allotja una llar d'avis.